# Citizens Bank of Canada
Citizens Bank of Canada (Französisch: Banque Citizens du Canada) ist eine Direktbank mit Hauptsitz in Vancouver, British Columbia, Kanada. Die Bank wird von der Vancouver City Credit Union (Vancity) betrieben. Zwischen 1997 und 2009 bot die Bank Dienstleistungen im Privatkundenbereich sowie im Geschäftskundenbereich an. Das Unternehmen verkaufte 2009 den Privatkundenbereich und betreibt seitdem nur den Geschäftskundenbereich. Der Privatkundenbereich wurde an die Toronto-Dominion Bank verkauft.

## Dienstleistungen
- Immobilienfinanzierungen (Geschäftlich)
- Kreditkarten
- Wertpapiere